# Aldersgate
| Aldersgate\| Localisation de Londres en Angleterre \| |
| Localisation de Londres en Angleterre                 |

| Localisation de Londres en Angleterre |

Aldersgate était l'une des sept portes historiques de la Cité de Londres, et l'une des six qui remontent à l'antique Londinium de l'époque romaine, qui a donné son nom à l'un des 25 Wards (quartiers traditionnels) de la City et à Aldersgate Street, une rue qui mène au Nord à partir de la porte, vers Clerkenwell dans le district d'Islington.

## Points d'intérêt
Aldersgate Street se trouve près du Barbican Estate, du Barbican Centre, de l'hôpital St Bartholomew et du Museum of London. Au nord, elle continue dans Goswell Road, et au sud elle devient  St Martin's-le-Grand. La station de métro Barbican se situe sur Aldersgate Street, et s'appelait auparavant Aldersgate station.
Le district est délimité par Aldersgate Street, Beech Street, Noble Street, Angel Street, King Edward Street et Montague Street. Il contient la partie ouest du Barbican Estate, qui compte au total 5 000 habitants, la plus grande population résidentielle dans la City. Le reste du domaine est situé dans le district de Cripplegate.
Le district comporte aussi les écoles Guildhall School of Music and Drama et City of London School for Girls.

## Histoire

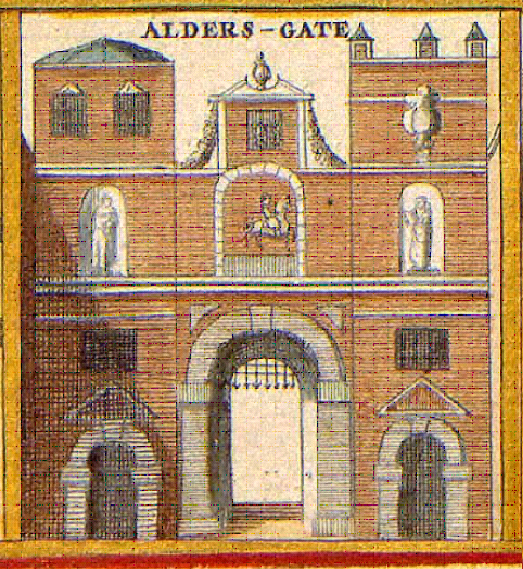
Une ancienne illustration de la porte, vers 1650.

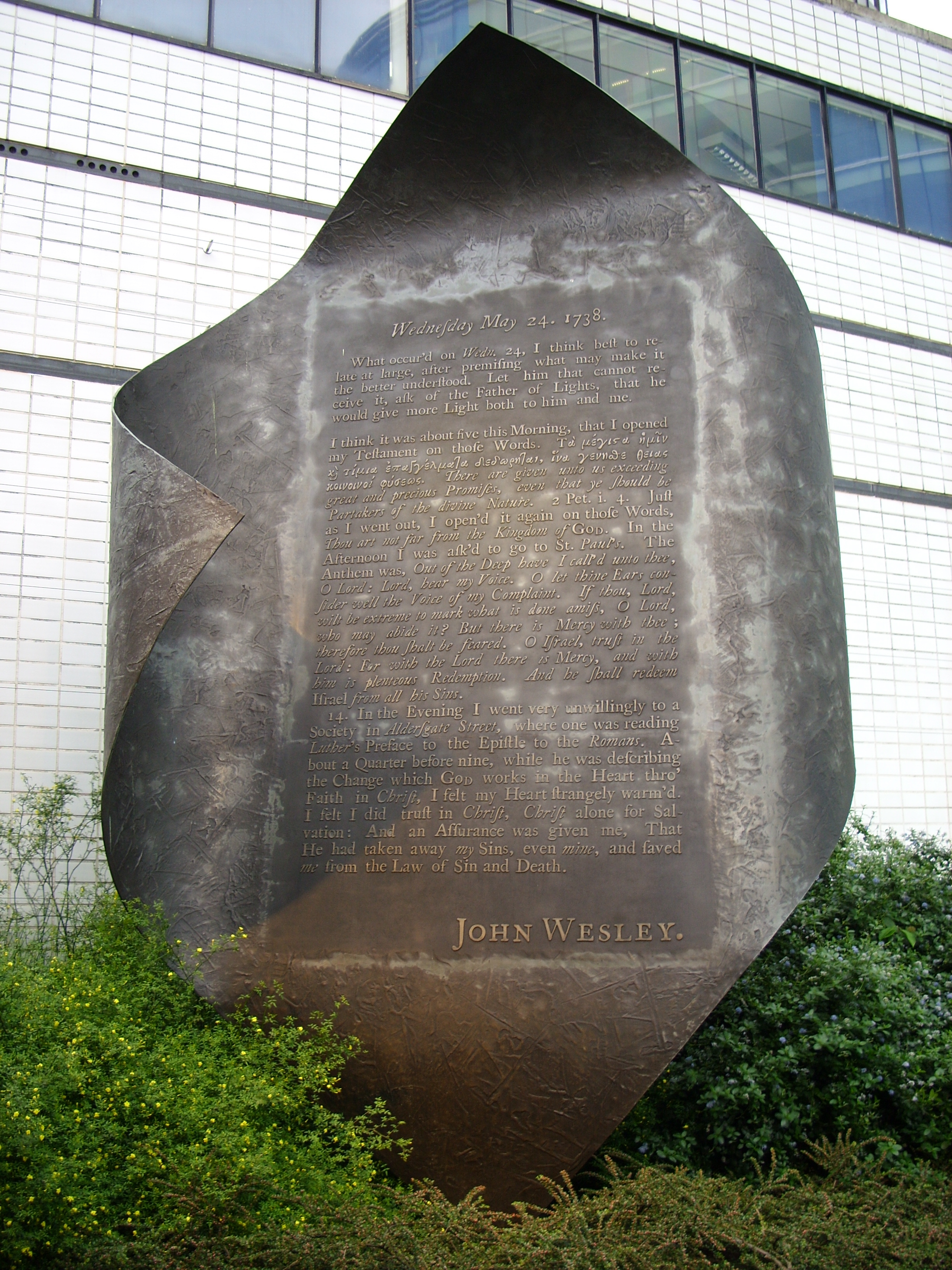
Mémorial sur le site présumé de la conversion de Wesley.

Le district enjambe la ligne du Mur de Londres et la vieille porte, et était historiquement divisé en deux parties : « Dedans » et « Dehors », avec un conseiller municipal (alderman) pour chaque division. Il faisait partie de l'unité de gouvernement local St Martin's le Grand, avant qu'il ne soit dissous au XVIe siècle. Cependant, depuis la réorganisation des limites des districts en 2003, presque toute la zone est « Dehors », et St Martin's n'est plus dans les frontières du district.
La vieille porte est abattue en 1617, et reconstruite la même année par l'architecte Gerard Christmas. La porte est endommagée dans le Grand incendie de Londres, mais est réparée et reste en place jusqu'en 1761. Sur la rue Aldersgate se trouvent la chapelle de l'évêque de Londres ainsi que ses chambres dans la London House, qui est utilisée à partir du XVIIIe siècle car elle est plus proche de la cathédrale Saint-Paul que la résidence officielle à Fulham. L'église St Botolph's Aldersgate se trouve aussi sur cette rue, et le lieu de la salle de réunion où John Wesley sa conversion en 1738. Au sud de St Botolphs se situe le parc Postman's, dont le nom est issu de l'ancien bureau de poste principal de la rue King Edward.
La maison de Sarah Sawyer, dans Rose and Rainbow Court (approximativement le lieu actuel du Museum de Londres) fut le lieu d'une des premières réunions des quakers (avant 1655). En 1675, elle devient une maison de réunion dédiée, la « Box Meeting », utilisée principalement par les femmes quakers pour l’aumône lors des mariages.

## Politique
Aldersgate est un des 25 districts de la Cité de Londres, chacun élisant un conseiller municipal à la Cour des conseillers. Seuls les possesseurs des clés de la ville de la City de Londres peuvent se présenter.